# Nascar Winston Cup Series 2003
Nascar Winston Cup Series 2003 var den 55:e upplagan av den främsta divisionen av professionell stockcarracing i USA sanktionerad av National Association for Stock Car Auto Racing.
Säsongen bestod av 36 race och inleddes på Daytona International Speedway med uppvisningsloppen Budweiser Shootout 8 februari och Gatorade 125s 13 februari, vilket även var slutkval till den 45:e upplagan av Daytona 500. Säsongen avslutades 16 november på Homestead-Miami Speedway med Ford 400. Serien vanns trots endast en seger av Matt Kenseth i en Ford körandes för Roush Racing. Det var hans första och enda mästerskapstitel. Kenseths titel med endast en vinst fick Nascar till 2004 att introducera slutspelsformatet Chase for the Nextel Cup, eller kort "The Chase",  för att hålla liv i förarmästerskapet till sista deltävling. Det nya formatet innebar att de tio främsta förarna gick in i en slutspelsrunda med tio lopp kvar.
Säsongen var den sista med Winston som huvudsponsor. R.J. Reynolds Tobacco Company som varit huvudsponsor i 33 år och som äger varumärket valde att avbryta det kontrakt som skrivits året innan och som skulle ha gällt till 2007. Förutsättningen för att kunna bryta kontraktet var den att Nascar hittade en ny huvudsponsor. I juni 2003 meddelade nascar att man skrivit ett tioårskontrakt med telekomföretaget Nextel Communications som sponsor från 2004.
76 som varit bränsleleverantör ända sedan starten 1948 valde även dom att avsluta sitt samarbete med Nascar efter 2003 års säsong. Ny bränsleleverantör för 2004 blev Sunoco.

## Tävlingskalender
| Nr | Officiellt namn                              | Bana                                                        | Datum         |
| -- | -------------------------------------------- | ----------------------------------------------------------- | ------------- |
| U  | Budweiser Shootout                           | Daytona International Speedway, Daytona Beach, Florida      | 8 februari    |
| KV | Gatorade 125s                                | Daytona International Speedway, Daytona Beach, Florida      | 13 februari   |
| 1  | Daytona 500                                  | Daytona International Speedway, Daytona Beach, Florida      | 16 februari   |
| 2  | Subway 400                                   | North Carolina Speedway, Rockingham, North Carolina         | 23 februari   |
| 3  | UAW-DaimlerChrysler 400                      | Las Vegas Motor Speedway, Las Vegas, Nevada                 | 2 mars        |
| 4  | Bass Pro Shops MBNA 500                      | Atlanta Motor Speedway, Hampton, Georgia                    | 9 mars        |
| 5  | Carolina Dodge Dealers 400                   | Darlington Raceway, Darlington, South Carolina              | 16 mars       |
| 6  | Food City 500                                | Bristol Motor Speedway, Bristol, Tennessee                  | 23 mars       |
| 7  | Samsung/RadioShack 500                       | Texas Motor Speedway, Fort Worth, Texas                     | 30 mars       |
| 8  | Aaron's 499                                  | Talladega Superspeedway, Talladega, Alabama                 | 6 april       |
| 9  | Virginia 500                                 | Martinsville Speedway, Ridgeway, Virginia                   | 13 april      |
| 10 | Auto Club 500                                | California Speedway, Fontana, Kalifornien                   | 28 april      |
| 11 | Pontiac Excitement 400                       | Richmond International Raceway, Richmond, Virginia          | 3 maj         |
| U  | Winston Open                                 | Lowe's Motor Speedway, Concord, North Carolina              | 18 maj        |
| U  | The Winston                                  | Lowe's Motor Speedway, Concord, North Carolina              | 18 maj        |
| 12 | Coca-Cola 600                                | Lowe's Motor Speedway, Concord, North Carolina              | 25 maj        |
| 13 | MBNA Armed Forces Family 400                 | Dover International Speedway, Dover, Delaware               | 1 juni        |
| 14 | Pocono 500                                   | Pocono Raceway, Long Pond, Pennsylvania                     | 8 juni        |
| 15 | Sirius 400                                   | Michigan International Speedway, Brooklyn, Michigan         | 15 juni       |
| 16 | Dodge/Save Mart 350                          | Infineon Raceway, Sonoma, Kalifornien                       | 22 juni       |
| 17 | Pepsi 400                                    | Daytona International Speedway, Daytona Beach, Florida      | 5 juli        |
| 18 | Tropicana 400                                | Chicagoland Speedway, Joliet, Illinois                      | 13 juli       |
| 19 | New England 300                              | New Hampshire International Speedway, Loudon, New Hampshire | 20 juli       |
| 20 | Pennsylvania 500                             | Pocono Raceway, Long Pond, Pennsylvania                     | 27 juli       |
| 21 | Brickyard 400                                | Indianapolis Motor Speedway, Speedway, Indiana              | 3 augusti     |
| 22 | Sirius Satellite Radio at The Glen           | Watkins Glen International, Watkins Glen, New York          | 10 augusti    |
| 23 | GFS Marketplace 400                          | Michigan International Speedway, Brooklyn, Michigan         | 17 augusti    |
| 24 | Sharpie 500                                  | Bristol Motor Speedway, Bristol, Tennessee                  | 23 augusti    |
| 25 | Mountain Dew Southern 500                    | Darlington Raceway, Darlington, South Carolina              | 31 augusti    |
| 26 | Chevy Rock & Roll 400                        | Richmond International Raceway, Richmond, Virginia          | 6 september   |
| 27 | Sylvania 300                                 | New Hampshire International Speedway, Loudon, New Hampshire | 14 september  |
| 28 | MBNA America 400                             | Dover International Speedway, Dover, Delaware               | 21 september  |
| 29 | EA Sports 500                                | Talladega Superspeedway, Talladega, Alabama                 | 28 september  |
| 30 | Banquet 400 Presented by Conagra Foods       | Kansas Speedway, Kansas City, Kansas                        | 5 oktober     |
| 31 | UAW-GM Quality 500                           | Lowe's Motor Speedway, Concord, North Carolina              | 11 oktober    |
| 32 | Subway 500                                   | Martinsville Speedway, Ridgeway, Virginia                   | 19 oktober    |
| 33 | Bass Pro Shops MBNA 500                      | Atlanta Motor Speedway, Hampton, Georgia                    | 26-27 oktober |
| 34 | Checker Auto Parts 500 presented by Havoline | Phoenix International Raceway, Phoenix, Arizona             | 2 november    |
| 35 | Pop Secret Microwave Popcorn 400             | North Carolina Speedway, Rockingham, North Carolina         | 9 november    |
| 36 | Ford 400                                     | Homestead-Miami Speedway, Homestead, Florida                | 16 november   |

## Resultat
| Nr | Tävling                                      | Pole position      | Flest ledda varv   | Vinnare            | Team                     | Konstruktör | Rapport |         |
| -- | -------------------------------------------- | ------------------ | ------------------ | ------------------ | ------------------------ | ----------- | ------- | ------- |
| U  | Budweiser Shootout                           | Geoff Bodine       | Jeff Gordon        | Dale Earnhardt Jr. | Dale Earnhardt Inc.      | Chevrolet   | Rapport |         |
| KV | Gatorade 125 1                               | Jeff Green         | Jeff Green         | Robby Gordon       | Hendrick Motorsports     | Chevrolet   | Rapport |         |
| KV | Gatorade 125 2                               | Dale Earnhardt Jr. | Dale Earnhardt Jr. | Dale Earnhardt Jr. | Dale Earnhardt Inc.      | Chevrolet   | Rapport |         |
| 1  | Daytona 500                                  | Jeff Green         | Michael Waltrip    | Michael Waltrip    | Dale Earnhardt Inc.      | Chevrolet   | Rapport |         |
| 2  | Subway 400                                   | Dave Blaney        | Rusty Wallace      | Dale Jarrett       | Robert Yates Racing      | Ford        | Rapport |         |
| 3  | UAW-DaimlerChrysler 400                      | Bobby Labonte      | Dale Earnhardt Jr. | Matt Kenseth       | Roush Racing             | Ford        | Rapport |         |
| 4  | Bass Pro Shops MBNA 500                      | Ryan Newman        | Bobby Labonte      | Bobby Labonte      | Joe Gibbs Racing         | Chevrolet   | Rapport |         |
| 5  | Carolina Dodge Dealers 400                   | Elliott Sadler     | Dale Earnhardt Jr. | Ricky Craven       | PPI Motorsports          | Pontiac     | Rapport |         |
| 6  | Food City 500                                | Ryan Newman        | Jeff Gordon        | Kurt Busch         | Roush Racing             | Ford        | Rapport |         |
| 7  | Samsung/RadioShack 500                       | Bobby Labonte      | Elliott Sadler     | Ryan Newman        | Penske Racing South      | Dodge       | Rapport |         |
| 8  | Aaron's 499                                  | Jeremy Mayfield    | Jimmie Johnson     | Dale Earnhardt Jr. | Dale Earnhardt Inc.      | Chevrolet   | Rapport |         |
| 9  | Virginia 500                                 | Jeff Gordon        | Dale Earnhardt Jr. | Jeff Gordon        | Hendrick Motorsports     | Chevrolet   | Rapport |         |
| 10 | Auto Club 500                                | Steve Park         | Tony Stewart       | Kurt Busch         | Roush Racing             | Ford        | Rapport |         |
| 11 | Pontiac Excitement 400                       | Terry Labonte      | Joe Nemechek       | Joe Nemechek       | Hendrick Motorsports     | Chevrolet   | Rapport |         |
| U  | Winston Open                                 | Steve Park         | Mike Skinner       | Jeff Burton        | Roush Racing             | Ford        | Rapport |         |
| U  | The Winston                                  | Bill Elliott       | Tony Stewart       | Jimmie Johnson     | Hendrick Motorsports     | Chevrolet   | Rapport |         |
| 12 | Coca-Cola 600                                | Ryan Newman        | Matt Kenseth       | Jimmie Johnson     | Hendrick Motorsports     | Chevrolet   | Rapport | Rapport |
| 13 | MBNA Armed Forces Family 400                 | Ryan Newman        | Ryan Newman        | Ryan Newman        | Penske Racing South      | Dodge       | Rapport |         |
| 14 | Pocono 500                                   | Jimmie Johnson     | Sterling Marlin    | Tony Stewart       | Joe Gibbs Racing         | Chevrolet   | Rapport |         |
| 15 | Sirius 400                                   | Bobby Labonte      | Sterling Marlin    | Kurt Busch         | Roush Racing             | Ford        | Rapport |         |
| 16 | Dodge/Save Mart 350                          | Boris Said         | Robby Gordon       | Robby Gordon       | Richard Childress Racing | Chevrolet   | Rapport |         |
| 17 | Pepsi 400                                    | Steve Park         | Kevin Harvick      | Greg Biffle        | Roush Racing             | Ford        | Rapport |         |
| 18 | Tropicana 400                                | Tony Stewart       | Tony Stewart       | Ryan Newman        | Penske Racing South      | Dodge       | Rapport |         |
| 19 | New England 300                              | Matt Kenseth       | Jeff Gordon        | Jimmie Johnson     | Hendrick Motorsports     | Chevrolet   | Rapport |         |
| 20 | Pennsylvania 500                             | Ryan Newman        | Ryan Newman        | Ryan Newman        | Penske Racing South      | Dodge       | Rapport |         |
| 21 | Brickyard 400                                | Kevin Harvick      | Tony Stewart       | Kevin Harvick      | Richard Childress Racing | Chevrolet   | Rapport |         |
| 22 | Sirius Satellite Radio at The Glen           | Jeff Gordon        | Robby Gordon       | Robby Gordon       | Richard Childress Racing | Chevrolet   | Rapport |         |
| 23 | GFS Marketplace 400                          | Bobby Labonte      | Jimmie Johnson     | Ryan Newman        | Penske Racing South      | Dodge       | Rapport |         |
| 24 | Sharpie 500                                  | Jeff Gordon        | Jeff Gordon        | Kurt Busch         | Roush Racing             | Ford        | Rapport |         |
| 25 | Mountain Dew Southern 500                    | Ryan Newman        | Ryan Newman        | Terry Labonte      | Hendrick Motorsports     | Chevrolet   | Rapport |         |
| 26 | Chevy Rock & Roll 400                        | Mike Skinner       | Jeff Gordon        | Ryan Newman        | Penske Racing South      | Dodge       | Rapport |         |
| 27 | Sylvania 300                                 | Ryan Newman        | Dale Earnhardt Jr. | Jimmie Johnson     | Hendrick Motorsports     | Chevrolet   | Rapport |         |
| 28 | MBNA America 400                             | Matt Kenseth       | Kevin Harvick      | Ryan Newman        | Penske Racing South      | Dodge       | Rapport |         |
| 29 | EA Sports 500                                | Elliott Sadler     | Jeff Gordon        | Michael Waltrip    | Dale Earnhardt Inc.      | Chevrolet   | Rapport |         |
| 30 | Banquet 400 Presented by Conagra Foods       | Jimmie Johnson     | Bill Elliott       | Ryan Newman        | Penske Racing South      | Dodge       | Rapport |         |
| 31 | UAW-GM Quality 500                           | Ryan Newman        | Tony Stewart       | Tony Stewart       | Joe Gibbs Racing         | Chevrolet   | Rapport |         |
| 32 | Subway 500                                   | Jeff Gordon        | Jeff Gordon        | Jeff Gordon        | Hendrick Motorsports     | Chevrolet   | Rapport |         |
| 33 | Bass Pro Shops MBNA 500                      | Ryan Newman        | Tony Stewart       | Jeff Gordon        | Hendrick Motorsports     | Chevrolet   | Rapport |         |
| 34 | Checker Auto Parts 500 presented by Havoline | Ryan Newman        | Kurt Busch         | Dale Earnhardt Jr. | Dale Earnhardt Inc.      | Chevrolet   | Rapport |         |
| 35 | Pop Secret Microwave Popcorn 400             | Ryan Newman        | Bill Elliott       | Bill Elliott       | Evernham Motorsports     | Dodge       | Rapport |         |
| 36 | Ford 400                                     | Jamie McMurray     | Bill Elliott       | Bobby Labonte      | Joe Gibbs Racing         | Chevrolet   | Rapport |         |

## Slutställning

### Förarmästerskapet
| Plats | Förare             | Poäng |
| ----- | ------------------ | ----- |
| 1     | Matt Kenseth       | 5022  |
| 2     | Jimmie Johnson     | 4932  |
| 3     | Dale Earnhardt Jr. | 4815  |
| 4     | Jeff Gordon        | 4795  |
| 5     | Kevin Harvick      | 4770  |
| 6     | Ryan Newman        | 4711  |
| 7     | Tony Stewart       | 4559  |
| 8     | Bobby Labonte      | 4377  |
| 9     | Bill Elliott       | 4303  |
| 10    | Terry Labonte      | 4162  |
| 11    | Kurt Busch         | 4150  |
| 12    | Jeff Burton        | 4109  |
| 13    | Jamie McMurray     | 3965  |
| 14    | Rusty Wallace      | 3950  |
| 15    | Michael Waltrip    | 3934  |
| 16    | Robby Gordon       | 3856  |
| 17    | Mark Martin        | 3769  |
| 18    | Sterling Marlin    | 3745  |
| 19    | Jeremy Mayfield    | 3736  |
| 20    | Greg Biffle        | 3696  |
| 21    | Ward Burton        | 3550  |
| 22    | Elliott Sadler     | 3525  |
| 23    | Ward Burton        | 3521  |
| 24    | Johnny Benson      | 3448  |
| 25    | Joe Nemechek       | 3426  |
| 26    | Dale Jarrett       | 3368  |
| 27    | Ricky Craven       | 3344  |
| 28    | Dave Blaney        | 3194  |
| 29    | Jimmy Spencer      | 3147  |
| 30    | Kenny Wallace      | 3061  |

### Märkesmästerskapet
| Pos     | Tillverkare | Vinster | Poäng |
| ------- | ----------- | ------- | ----- |
| 1       | Chevrolet   | 19      | 264   |
| 2       | Dodge       | 9       | 203   |
| 3       | Ford        | 7       | 200   |
| 4       | Pontiac     | 1       | 125   |
| Källor: |             |         |       |